# HD 38054
HD 38054，又名BD-17 1214，SAO 150716、HR 1965，是一颗恒星，视星等为6.15，位于銀經221.6，銀緯-22.94，其B1900.0坐标为赤經5h 37m 49.3s，赤緯-17° -22.94′ 44″。